# 砷酸镧
砷酸镧是一种无机化合物，化学式为LaAsO4。
在处理含砷废水时，氯化镧转化为砷酸镧沉淀下来，其适宜pH为3~10。

## 制备
砷酸镧可由砷酸和硝酸镧于160°C进行水热反应得到。
La(NO3)3 + H3AsO4 → LaAsO4 + 3 HNO3